# Palais du gouvernement du Pérou
Le palais du gouvernement du Pérou, également connu comme la Maison de Pizarro, est le siège du gouvernement du Pérou, la résidence officielle du président de la république du Pérou et le siège du pouvoir exécutif. Il se trouve sur la Plaza Mayor de Lima. L’arrière du palais donne sur le Río Rímac.

## Histoire
Le terrain qu’occupe actuellement la maison du gouvernement est le même que celui que Francisco Pizarro s’attribua le 18 janvier 1535, en fondant la Ciudad de los Reyes. En effet, la fondation de la ville eut lieu là où se trouve aujourd’hui la Plaza de Armas. Selon la coutume espagnole, les parcelles proches de la place centrale furent affectées à l’église, au presbytère et au conseil municipal. Les autres parcelles furent réparties entre les habitants de la ville de Jauja, qui fut la première capitale de ce nouveau territoire, et les autres conquistadors. 
La distribution des terrains fut effectuée selon le plan tracé par Diego de Agüero, qui prévoyait la réalisation de 117 pâtés de maisons. Chacune de ces sections devait comprendre quatre lots ou terrains. Francisco Pizarro s’adjugea la section située au nord de la place disposant des quatre lots qu’elle formait.
Les chroniqueurs de l’époque indiquent que la maison du gouverneur Pizarro était simple, avec un grand jardin en son centre où fut planté un figuier qui existe toujours actuellement.

### Vice-royauté du Pérou
À la mort de Pizarro, sa maison fut occupée par le premier vice-roi Blasco Núñez de Vela qui en fit sa résidence. Par les améliorations qu’il y ont apporté, les vice-rois qui se succédèrent la transformèrent en un somptueux palais, digne de la capitale des possessions américaines sur le continent.

### Après l’indépendance
En 1821, quand le vice-roi José de la Serna abandonne Lima, José de San Martín s’installe en ce lieu mais il y vit peu de temps. Il s’établit ensuite dans une hacienda du village de la Magdalena, aujourd’hui district de Pueblo Libre.

### Époque républicaine
C’est peut-être pendant le gouvernement du maréchal Ramón Castilla que le palais connaît sa meilleure époque. Il s’enrichit de plusieurs œuvres d’art et il est le premier bâtiment du pays à recevoir l’éclairage au gaz.
Lors du XIXe siècle se construit à côté le terminus du premier chemin de fer d’Amérique du Sud, qui reliait Lima à Callao.
Pendant la guerre avec le Chili, le palais cesse d’être le siège du gouvernement et subit des dégradations, servant de caserne aux troupes de l’armée d’occupation.
En 1926, le président Augusto B. Leguía charge l’architecte français Claude Antoine Sahut Laurent de concevoir le nouveau palais du gouvernement. Mais en 1932 les travaux sont arrêtés. Par la suite, le président Oscar R. Benavides charge l’architecte Ricardo de Jaxa Malachowski de terminer la construction. Les travaux débutent le 24 août 1937, pour se poursuivre l’année suivante. C’est depuis cette date que le palais du gouvernement présente son aspect d’aujourd’hui.
Le palais a également été le siège de plusieurs ministères.
En 2005, la Casa de Pizarro reçoit de nouvelles illuminations nocturnes dans le cadre d’un projet d’embellissement du centre historique de Lima.

## Intérieurs
Le palais du gouvernement est un palais digne de ce nom grâce à ses belles salles dont plusieurs s’inspirent du château de Versailles. Des décorateurs français sont venus spécialement pour ce travail réalisé dans le style français.

### Salon doré
Le salon Doré, la salle la plus impressionnante du palais, est entièrement décorée à la feuille d’or. Ses meubles furent amenés de France et son plafond s’inspire de quelques chefs-d’œuvre picturaux des églises.
C’est à cet endroit qu’ont lieu les cérémonies importantes, comme les prestations de serment des ministres ou la remise de décorations de l’Ordre du Grand Soleil (Orden de Gran Sol).

### Salon des ambassadeurs
Le salon des Ambassadeurs est une salle où les ambassadeurs présentent leurs lettres de créance au président de la République. C’est aussi là qu’ont lieu des rencontres importantes avec des dirigeants d’autres pays.

### Salon Basadre
Autrefois appelé Hall Eléspuru, il fut rebaptisé du nom de l’historien originaire de Tacna Jorge Basadre l’année du centenaire de sa naissance (2003). On y a placé le buste de Jorge Basadre, œuvre du sculpteur Raúl Franco Ochoa.

## Protection

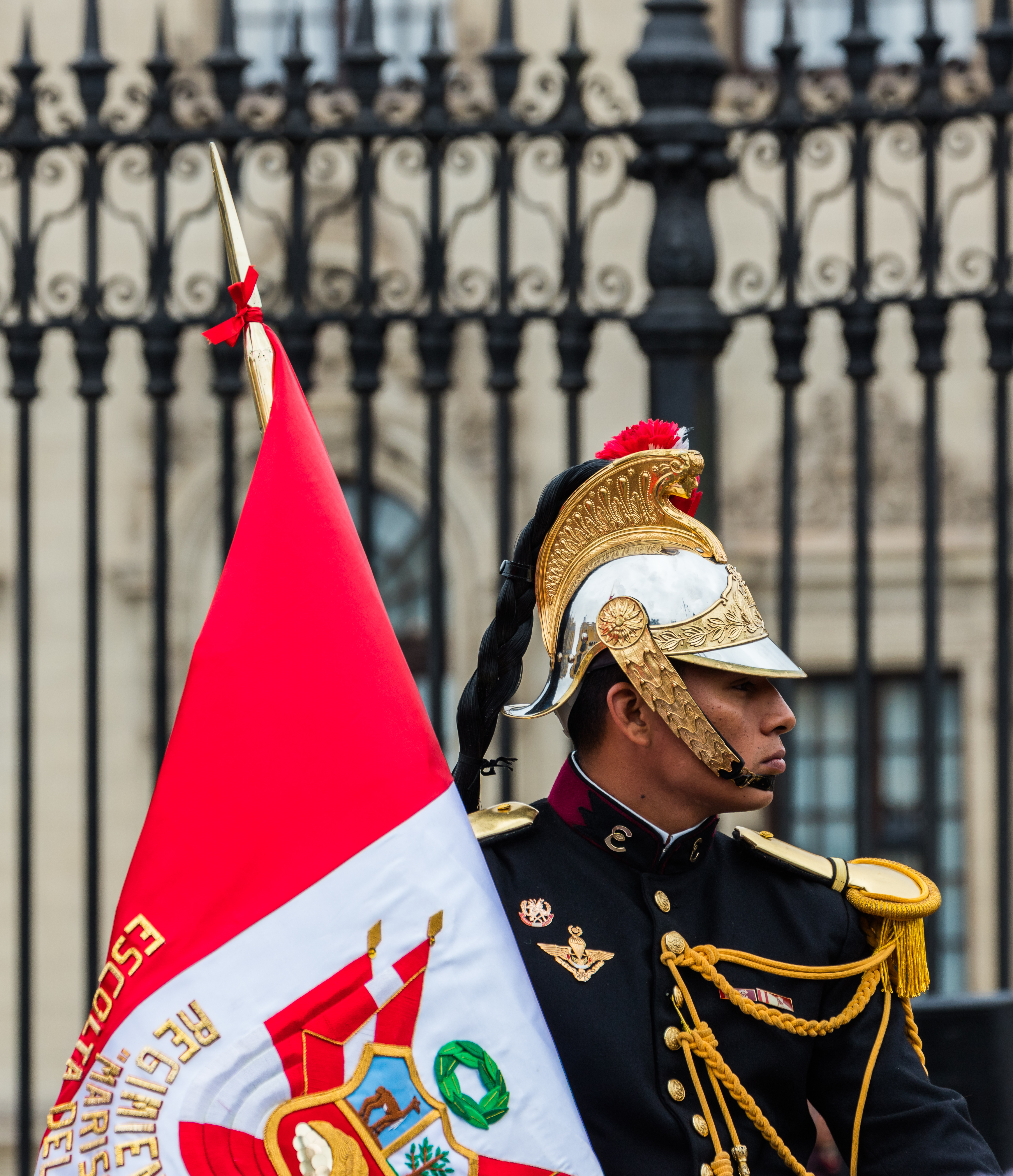
Garde du palais du Gouvernement du Pérou, sur la Plaza mayor de Lima.

La protection du palais de Gouvernement est assurée par les gardes dragons du régiment de cavalerie Maréchal Nieto, escorte du président de la république du Pérou, créée en 1904 par la première mission militaire française. C’est la garde républicaine du Pérou et l’escorte officielle du président. Tous les jours à midi a lieu la relève de la garde (le cambio de guardia). Ce spectacle est très prisé par les touristes qui visitent le centre historique.